# Sittensen
Sittensen er en kommune med godt 560 indbyggere (2013) i den sydlige del af Samtgemeinde Sittensen som den er administrationsby i. Samtgemeinden ligger i den østlige centrale del af Landkreis Rotenburg (Wümme), i den nordlige del af den tyske delstat Niedersachsen.

## Geografi
Sittensen ligger i den sydøstlige ende af landskabet Zevener Geest, omgivet af kommunerne Klein og Groß Meckelsen, Lengenbostel, Tiste og Vierden. Mod syd grænser den til kommunen Hamersen og Samtgemeinde Fintel med kommunerne Helvesiek og Stemmen. Floden Oste løber gennem kommunen, og midt i byen ligger en vandmølle, hvor der omkring mølledammen, Mühlenteich, er anlagt en park.
Byen Stade ligger 40 km mod nord, 28 km mod mod nordøst ligger Buxtehude, Scheeßel ligger 13 km mod syd; mod sydvest ligger Rotenburg (Wümme) 23 km væk, og 40 km mod nordvest ligger Bremervörde .
I kommunen ligger højmosen og naturreservaterne Naturschutzgebiet Ekelmoor og Tister Bauernmoor.